# 刘纬祥
刘纬祥（1864年—1936年），字伦山，男，河北河间人，中国武术家，擅长形意拳。

## 师承
师承刘晓兰、郭云深、宋世荣、白西园等。

## 弟子
知名弟子马礼堂。